# 蒙斯區
蒙斯區（法語：Arrondissement de Mons）是比利时瓦隆大区埃諾省的一个区。該區轄有13個市鎮，面積583.99平方公里，2017年人口為258431人。

## 市鎮
蒙斯區下辖以下市鎮：
- 布叙（Boussu）
- 科尔方丹（Colfontaine）
- 杜尔（Dour）
- 弗拉默里（Frameries）
- 昂西（Hensies）
- 奥内勒（Honnelles）
- 瑞尔比斯（Jurbise）
- 朗斯（Lens）
- 蒙斯（Mons）
- 卡尔尼翁（Quaregnon）
- 凯维（Quévy）
- 基耶夫兰（Quiévrain）
- 圣吉兰（Saint-Ghislain）